# Karin Schnass
Karin Schnass (née en 1980) est une mathématicienne et informaticienne autrichienne. Elle est professeure adjointe de mathématiques à l'université d'Innsbruck depuis 2016.  

## Formation et carrière
Karin Schnass est née à Klosterneuburg. Elle obtient une maîtrise en mathématiques à l'université de Vienne en 2004, avec une thèse sur les multiplicateurs de Gabor supervisée par Hans Georg Feichtinger. Elle prépare un doctorat en communication et sciences de l'information à l'École polytechnique fédérale de Lausanne qu'elle obtient en 2009, avec une thèse intitulée Sparsity & Dictionaries - Algorithms & Design, dirigée par Pierre Vandergheynst,.   
Après des recherches postdoctorales à l'Institut Johann Radon pour les mathématiques computationnelles et appliquées de l'Académie autrichienne des sciences à Linz, puis en tant que chercheuse à l'université de Sassari et d'Innsbruck, elle rejoint le département de mathématiques d'Innsbruck en tant que professeure adjointe en 2016. 

## Travaux
Ses travaux portent sur divers aspects mathématiques du traitement du signal : l'apprentissage automatique, les représentations parcimonieuses, les approximations non-linéaires avec des dictionnaires redondants.
Elle est notamment connue pour ses recherches sur l'apprentissage par dictionnaire parcimonieux. L'apprentissage par dictionnaire consiste à développer un ensemble (le dictionnaire) d'éléments représentatifs des données collectées de telle façon que chaque point correspondant à une donnée soit représenté comme une somme pondérée des éléments représentatifs. Les éléments du dictionnaire et les poids peuvent être obtenus en minimisant l'erreur de représentation moyenne sur les données, conjointement avec une L1-régularisation des poids pour permettre la parcimonie (i.e., la représentation de chaque point a seulement quelques poids non nuls). Elle dirige un projet FWF-START sur l'apprentissage par dictionnaire au sein du groupe de mathématiques appliquées du département de mathématiques de l'université d'Innsbruck. Elle a notamment introduit l'algorithme Iterative Thresholding and K-Means (ITKM) et publié avec Rémi Gribonval le premier article théorique sur l'apprentissage par dictionnaire en 2010.

## Prix et distinctions
Karin Schnass est lauréate du prix Start du Fonds autrichien pour la science en 2014. Elle a été conférencière d'honneur à iTWIST 2016.